# Setge d'Aurenja

## Antecedents
Alfons Jordà va succeir el seu germà Bertran de Tolosa el 1112 i el 1113 els nobles de Tolosa van cridar Guillem IX d'Aquitània per lluitar contra el nou comte, que va ser educat al comtat de Sant Gèli del marquesat de Provença, ja que Tolosa havia estat ocupada per Guillem IX d'Aquitània, fins que Felipa de Tolosa el va abandonar el 1116 i es va retirar a l'abadia de Fontevraud, mentre Guillem es dirigia a la Península per lluitar contra els almoràvits al costat d'Alfons el Bataller a la batalla de Cutanda, i en la seva absència els nobles van revoltar-se, oferint el comtat a Alfons Jordà.
El 1122, Guillem, amb l'ajut del vescomte de Narbona i del comte de Barcelona va intentar reprendre el comtat de Tolosa, sense aconseguir derrotar els aliats Alfons el Bataller, que assetjava Larida.

## El setge
Alfons Jordà fou assetjat a Aurenja el 1123 per Guillem IX d'Aquitània i Ramon Berenguer III de Barcelona, però les milícies tolosanes van aconseguir de deslliurar-lo, tot i la destrucció de la catedral i dur-lo a Tolosa, on fou rebut en triomf.

## Conseqüències
Guillem IX d'Aquitània va infructuosament seguir reclamant el comtat de Tolosa, i després el seu fill Guillem X d'Aquitània i després la seva neta Elionor d'Aquitània.